# Oscar Lagger
Pour les articles homonymes, voir Lagger.
 (mai 2018).
Si vous disposez d'ouvrages ou d'articles de référence ou si vous connaissez des sites web de qualité traitant du thème abordé ici, merci de compléter l'article en donnant les références utiles à sa vérifiabilité et en les liant à la section « Notes et références ».
Oskar Lagger, né à Münster le 11 février 1934 et mort à Sion le 14 juillet 2019, est un compositeur et chef d'orchestre suisse.

## Biographie
Oskar Lagger a grandi dans la capitale du Valais, à Sion. Il y fréquente les écoles obligatoires, puis le collège, qu'il achève en 1956 avec la maturité classique (anglais et latin). De 1956 à 1962, il étudie à Paris la composition et le chant à l'École César Franck, où il obtient un diplôme dans les deux matières. Il a étudié la musicologie à la Sorbonne, l'orgue et le chant grégorien à l'Institut de musique sacrée de l'Université catholique. Puis il poursuit ses études de chant à Vienne, où il se familiarise avec le dodécaphonisme.  En chant, il y obtient la « Reifeprüfung ». 
Pour l'année scolaire 1962/1963, il est nommé professeur de musique et de chant à l’École Normale des Instituteurs du Valais (section germanophone). Il enseigne également au Séminaire des futurs prêtres et au Conservatoire de Sion. Oskar Lagger perfectionne son art du chant et prend des leçons auprès de Jakob Stämpfli, Paul Lohmann, Laura Sarti, etc.
Pendant 30 ans, Oskar Lagger est maître de chapelle à la Cathédrale de Sion. De 1971 à 1996, il dirige la chorale Pro Arte du Conservatoire de Sion.
De 1982 à 1994, Oskar Lagger est directeur du Conservatoire de Sion. Il poursuit le travail de ses prédécesseurs et améliore l'offre de cette institution. Il fait campagne pour la réduction des frais de scolarité, l'amélioration des conditions des enseignants et l'augmentation des subventions cantonales. Pendant cette période, il est souvent membre de jurys, lors de réunions de chanteurs et de choristes, et expert en examens dans d'autres conservatoires. 

### Famille
Oskar Lagger est marié à Cécile Lagger-Nussbaum et a cinq enfants.

## Carrière

### Création musicale
Le but d'Oskar Lagger est de promouvoir les jeunes talents. Entre autres, Brigitte Balleys, mezzo-soprano, Brigitte Fournier, soprano et Norbert Carlen, baryton ont été ses élèves.
Il écrit de nombreux arrangements de chants populaires pour chœur d'hommes. Grâce à l'éducation vocale et musicale reçue par les élèves à l’École normale, Oskar Lagger donne au chant choral et à la musique scolaire dans le Haut-Valais une impulsion durable et profonde. De nombreux enseignants du Haut-Valais doivent leur formation de chef de chœur ou d’organiste au travail d'Oskar Lagger. Oskar Lagger réalise de nombreux concerts avec les associations qu'il dirige, que ce soit en tant que chef de chœur ou en tant que soliste. Il dirige régulièrement le Chœur de la cathédrale de Sion pendant les offices les dimanches, jours fériés et aux funérailles. Conformément aux exigences de l'année liturgique, cette chorale, dirigée par Oskar Lagger, chante des messes et d'autres œuvres religieuses.
En 1971, Oskar Lagger fonde le Chœur Pro Arte de Sion. Selon les statuts, ce Chœur  poursuit un double objectif: promotion de la musique chorale de haute qualité, et développement d'un large répertoire de la musique classique et contemporaine: messes de Wolfgang Amadeus Mozart, Joseph Haydn, Franz Schubert et Giacomo Puccini, cantates de Johann Sebastian Bach, Requiems de Johannes Brahms et Gabriel Fauré, opérettes de Jacques Offenbach et musique contemporaine de Olivier Calmel, Germaine Tailleferre et Carl Orff . 
Oskar Lagger a été membre et plus tard président de la commission musicale de la Fédération des Sociétés de Chant du Valais. (FSCV)

### Carrière de soliste
Oskar Lagger se produit comme chanteur (basse) en Suisse et à l'étranger. Sa carrière de soliste l'a conduit en France, en Allemagne, en Italie, en Pologne et en Afrique du Sud. 

### Composition
Depuis sa retraite en 1994 en tant que directeur du Conservatoire de Sion, Oskar Lagger compose plus fréquemment. Sont nés de nombreuses œuvres chants et œuvres profanes et religieuses ainsi que des arrangements pour chœur mixte, chœurs d'enfants et chœurs d'hommes, avec accompagnement de piano, d'orgue et / ou d'orchestre. Si Johann Sebastian Bach est son grand modèle, il développe au fil des ans son propre style de composition. Lagger écrit de nombreuses compositions sur des textes en dialecte haut-valaisan, notamment sur des textes d'Adolf Imhof, de Hannes Taugwalder et d'Eduard Imhof. Les œuvres chorales d'Oskar Lagger ont fait l'objet d'une audition internationale et sont souvent interprétées lors de concours de chorales. 
Lagger a mis en place un nombre particulièrement élevé d'arrangements pour chœur d'hommes. 

### Littérature sur la théorie de la musique
Oskar Lagger est également l’auteur d’écrits musicologiques et pédagogiques: Exercices vocaux pour chœur, technique vocale (respiration, phonétique, exercices), etc.

### Catalogue des œuvres
Le Manuel Swiss Choir Composers (Musikverlag Hug) répertorie une liste complète des œuvres du compositeur Oskar Lagger (jusque 1996). La plupart des œuvres d'Oskar Lagger sont déposées à la Médiathèque du Canton du Valais. 

## Récompenses et distinctions
Pour son œuvre Ave maris stella, Oskar Lagger a reçu en 2001 le 1er prix du Concours de composition de la Fédération des sociétés de chant du Valais (FSCV).
Oskar Lagger a reçu le 1er Grand Prix de l'Alpenchorfestival 2012 à Brigue pour les quatre œuvres suivantes : 
- Ds Karrusell : texte de Hannes Taugwalder, Zermatt / Aarau (1910-2007)
- Vischperterminu : texte de Hannes Taugwalder
- Miis lieb Aletsch : texte de Peter Imhof, Ried-Brig
- D'Mijsch : texte de Hannes Taugwalder[2]

Il obtient en 2017 le Prix de la culture de la municipalité de Goms. 
Il a reçu un second prix au concours de composition de la Société cantonale des chanteurs fribourgeois avec Les réfugiés, texte de Josiane Haas.

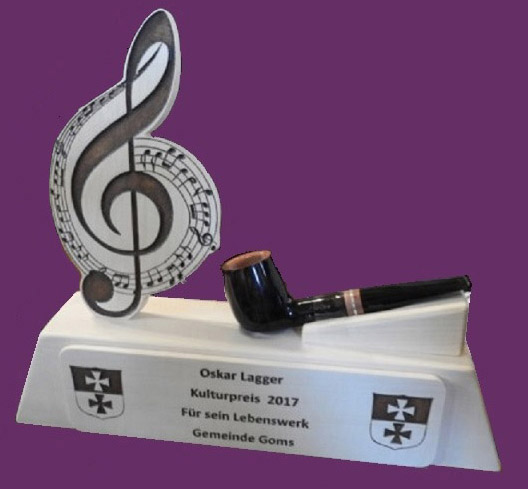
Prix culturel.

En reconnaissance des services rendus, Oskar Lagger a été nommé membre d'honneur de la Fédération des Sociétés de Chant du Valais (FSCV). Le 11 juin 2017, la municipalité de Goms/Gonches a octroyé à Oskar Lagger le premier prix culturel, qui lui fut remis à l'occasion d'un concert à l'église paroissiale de Münster,.